# Almindelig sløjfeblomst
Almindelig sløjfeblomst (Iberis sempervirens) er en staudeagtig halvbusk med en lav, pudeformet vækst. Grenene er bløde og lysegrå. Bladene er mørkegrønne og læderagtige med indrullet, hel rand. Blomsterne er snehvide (deraf navnet "snepude"). Frugterne er kapsler.
Planten stammer fra bjergegne i Sydeuropa, hvor den især findes på kalkrig bund i fuld sol. Dens vækstform og det, at den er næsten helt stedsegrøn, gør den til en god stenbedsplante. Den passer fint sammen med f.eks. guldslør og almindelig blåpude – både med hensyn til blomstringstid, jordbundskrav og vækstform.